# Handball-DDR-Oberliga (Männer) 1985/86
Die Handball-DDR-Oberliga der Männer 1985/86 war in dieser Saison in der DDR die höchste Spielklasse im Hallenhandball. Mit ihr wurde in dieser Sportart der 36. DDR-Meister ermittelt.

## Saisonverlauf
Die Oberliga-Saison 1985/86 begann am 14. September 1985 und endete am 29. Mai 1986. Der SC Empor Rostock sicherte sich nach 1978 wieder den Meistertitel und verhinderte den siebten Erfolg in Folge des SC Magdeburg. Die Magdeburger verspielten die Titelverteidigung, nachdem sie die letzten beiden Oberligaspiele nicht gewinnen konnten. Dabei erlitten sie am letzten Spieltag nach zwölf Oberliga-Jahren wieder eine Heimniederlage. Beste Betriebssportgemeinschaft wurde erneut die BSG Motor Eisenach auf Rang sechs, diesmal nur drei Punkte hinter dem SC Leipzig. Als Aufsteiger aus der DDR-Liga traten der Wiederaufsteiger BSG Wismut Aue und der absolute Neuling BSG Lokomotive RAW Cottbus an. Beide schafften es nicht, sich in der Oberliga zu halten und stiegen postwendend wieder ab.

## Tabellen

### Abschlusstabelle
| Pl. | Mannschaft                     | Sp. | S  | U | N  | Tore    | Punkte |
| --- | ------------------------------ | --- | -- | - | -- | ------- | ------ |
| 1.  | SC Empor Rostock (P)           | 18  | 15 | 0 | 3  | 462:394 | 30:60  |
| 2.  | SC Magdeburg (M)               | 18  | 13 | 2 | 3  | 485:398 | 28:80  |
| 3.  | SC Dynamo Berlin               | 18  | 12 | 1 | 5  | 437:399 | 25:11  |
| 4.  | ASK Vorwärts Frankfurt         | 18  | 10 | 3 | 5  | 407:376 | 23:13  |
| 5.  | SC Leipzig                     | 18  | 9  | 1 | 8  | 412:407 | 19:17  |
| 6.  | BSG Motor Eisenach             | 18  | 7  | 2 | 9  | 382:404 | 16:20  |
| 7.  | BSG Post Schwerin              | 18  | 6  | 1 | 11 | 376:401 | 13:23  |
| 8.  | SG Dynamo Halle-Neustadt       | 18  | 5  | 1 | 12 | 374:447 | 11:25  |
| 9.  | BSG Wismut Aue (N)             | 18  | 4  | 2 | 12 | 359:435 | 10:26  |
| 10. | BSG Lokomotive RAW Cottbus (N) | 18  | 2  | 1 | 15 | 374:447 | 05:31  |

Legende:
  DDR-Meister und Teilnehmer am Europapokal der Landesmeister 1986/87 
  FDGB-Vize-Pokalsieger und Teilnehmer am Europapokal der Pokalsieger 1986/87 
  Teilnehmer am IHF-Pokal 1986/87 
  Absteiger in die DDR-Liga 1986/87 
 (M) DDR-Meister 1985, (P) FDGB-Pokalsieger 1985, (N) Aufsteiger aus der DDR-Liga 1984/85

### Kreuztabelle
| 1985/86 14. September 1985 – 29. Mai 1986 | 1985/86 14. September 1985 – 29. Mai 1986 | SC Empor Rostock | SC Magdeburg | SC Dynamo Berlin | ASK Vorwärts Frankfurt | SC Leipzig | BSG Motor Eisenach | BSG Post Schwerin | SG Dynamo Halle-Neustadt | BSG Wismut Aue | BSG Lokomotive RAW Cottbus |
| ----------------------------------------- | ----------------------------------------- | ---------------- | ------------ | ---------------- | ---------------------- | ---------- | ------------------ | ----------------- | ------------------------ | -------------- | -------------------------- |
| 01.                                       | SC Empor Rostock                          |                  | 31:28        | 30:25            | 24:22                  | 25:21      | 22:18              | 26:16             | 23:21                    | 24:17          | 28:22                      |
| 02.                                       | SC Magdeburg                              | 28:25            |              | 29:32            | 27:23                  | 23:21      | 27:27              | 28:20             | 30:12                    | 33:16          | 22:16                      |
| 03.                                       | SC Dynamo Berlin                          | 26:30            | 22:25        |                  | 21:14                  | 22:24      | 31:14              | 26:17             | 24:21                    | 23:20          | 23:18                      |
| 04.                                       | ASK Vorwärts Frankfurt                    | 23:17            | 23:23        | 23:14            |                        | 26:29      | 25:22              | 23:21             | 24:23                    | 28:17          | 26:14                      |
| 05.                                       | SC Leipzig                                | 23:30            | 24:26        | 22:25            | 24:23                  |            | 29:23              | 27:24             | 22:20                    | 24:16          | 22:19                      |
| 06.                                       | BSG Motor Eisenach                        | 21:18            | 21:25        | 21:22            | 20:20                  | 21:20      |                    | 24:20             | 24:19                    | 22:21          | 20:18                      |
| 07.                                       | BSG Post Schwerin                         | 23:27            | 21:19        | 19:21            | 19:19                  | 20:18      | 22:20              |                   | 20:17                    | 23:18          | 31:21                      |
| 08.                                       | SG Dynamo Halle-Neustadt                  | 23:27            | 24:29        | 25:31            | 22:24                  | 17:17      | 20:17              | 20:17             |                          | 20:19          | 28:19                      |
| 09.                                       | BSG Wismut Aue                            | 20:27            | 16:35        | 25:25            | 22:23                  | 21:20      | 20:19              | 22:21             | 18:19                    |                | 26:24                      |
| 10.                                       | BSG Lokomotive RAW Cottbus                | 17:28            | 24:28        | 22:24            | 17:18                  | 21:25      | 25:28              | 25:22             | 27:23                    | 25:25          |                            |

### Torschützenliste
|     | Spieler            | Verein                     | Tore / 7 m |
| --- | ------------------ | -------------------------- | ---------- |
| 01. | Frank-Michael Wahl | SC Empor Rostock           | 147 / 30   |
| 02. | Mike Fuhrig        | SC Leipzig                 | 127 / 52   |
| 03. | Rüdiger Borchardt  | SC Empor Rostock           | 114 / 27   |
| 04. | Georg Rothenburger | BSG Wismut Aue             | 111 / 26   |
| 05. | Jürgen Flau        | BSG Post Schwerin          | 106 / 38   |
| 06. | Peter Melzer       | BSG Lokomotive RAW Cottbus | 103 / 79   |
| 07. | Lutz Westram       | BSG Motor Eisenach         | 098 / 39   |
| 08. | Gerd Stefanowsky   | SG Dynamo Halle-Neustadt   | 097 / 41   |
| 09. | Udo Rothe          | SC Magdeburg               | 096 / 39   |
| 10. | Ingolf Wiegert     | SC Magdeburg               | 092 / 0–   |

## Statistik
In den 90 ausgetragenen Oberligaspielen fielen 4.068 Tore, das entspricht einem Durchschnitt von ≈ 45 Treffern pro Spiel. Mit 485 Toren war Vizemeister SC Magdeburg die treffsicherste Mannschaft, sie war auch am torreichsten Oberligaspiel SC Magdeburg – SC Dynamo Berlin beteiligt, das 29:32 endete. Frank-Michael Wahl vom Meister SC Empor Rostock wurde zum vierten Mal seit 1982 Torschützenkönig. Er warf 147 Tore, davon 30 als Siebenmeterschütze. Der Schweriner Jürgen Flau stellte im Spiel gegen Lokomotive RAW Cottbus am 15. Spieltag mit 17 Treffern in einem Spiel einen neuen Torrekord in der Oberliga auf. In der Saison wurden 898 Siebenmeter gegeben, von denen 653 (≈ 73 %) verwandelt wurden. Herausstellungen (2-Minuten-Zeitstrafe) gab es 728. Mit der SG Dynamo Halle-Neustadt kam erstmals eine Mannschaft im Verlauf von 18 Meisterschaftsspielen zu über 100 Herausstellungen (102) und stellte mit Gerd Neumann den Spieler mit den meisten Zeitstrafen (18).

## Meistermannschaft
| SC Empor Rostock          | SC Empor Rostock |
| ------------------------- | --- |
| Logo vom SC Empor Rostock | Tor: Jürgen Rohde, Andreas Rohde, Michael Blank Feldspieler: Henry Blatter, Rüdiger Borchardt, Udo Dreyer, Matthias Hahn, Ralf Hoffmann, Holger Langhoff, Christian Langner, Dirk Lasarzewski, Fred Radig, Ralf Skopnik, Tilo Strauch, Frank-Michael Wahl , Michael Wemuth, Mario Wille Trainer: Reiner Ganschow |